# Cirrhitops
Cirrhitops is een geslacht van straalvinnige vissen uit de familie van koraalklimmers (Cirrhitidae). Het geslacht is voor het eerst wetenschappelijk beschreven in 1951 door Smith.

## Soorten
- Cirrhitops fasciatus (Bennett, 1828)
- Cirrhitops hubbardi (Schultz, 1943)
- Cirrhitops mascarenensis Randall & Schultz, 2008